# Národní demokracie (Česko)
Národní demokracie (zkratka ND) je česká nacionalistická politická strana. Bývá řazena mezi krajně pravicové politické subjekty, mimo jiné i ministerstvem vnitra České republiky.

## Vznik a složení strany

### Právo a spravedlnost
Do 12. ledna 2014 používala strana název „Právo a spravedlnost“ (PaS) a poté do 22. prosince 2014 název „NE Bruselu – Národní demokracie“. Původně se jednalo o politické hnutí a jeho název od podzimu 2005 již zněl Právo a Spravedlnost – ANO tradiční rodině, NE korupci a kriminalitě. Dne 29. března 2008 rozhodl 2. řádný sněm o přeměně hnutí na politickou stranu a zkrácení názvu na Právo a spravedlnost. Název byl inspirován polskou stranou Prawo i Sprawiedliwość.
Strana vznikla přetvořením již dlouho nefunkčního[zdroj?] Sdružení důchodců České republiky, založeného roku 2001, jako volební uskupení. Na volebních kandidátkách ve volbách do PS ČR v roce 2006 se krom jednoho člena strany a řady nestraníků objevili především členové Dělnické strany, Národního sjednocení, Republikánské strany zemědělského a malorolnického lidu a Demokratické strany sociální spravedlnosti. Jihomoravský krajský lídr Vojtěch Fila byl členem KDU-ČSL a zastupitelem za tuto stranu. Krátce po volbách (7. června) mu ovšem členství v KDU-ČSL bylo ukončeno. Na kandidátce byl též předseda Dělnické strany Tomáš Vandas, jeden z někdejších výrazných představitelů SPR-RSČ.

### Národní demokracie
Dne 11. ledna 2014 došlo na sněmu strany v Praze k přejmenování na „NE Bruselu – Národní demokracie“ se zkratkou ND. Proběhla zde také volba nového předsednictva. V pozdějším prohlášení k prezidentu Miloši Zemanovi, zveřejněném na osobním blogu žurnalisty Adama B. Bartoše se k funkci předsedy strany přihlásil sám Bartoš, někdejší redaktor iDNES.cz a současný redaktor serveru První zprávy, též autor zprávy o sněmu strany na tomto serveru. Jako místopředseda byl v prohlášení uveden Ladislav Zemánek, člen redakční rady online „kontrarevolučního magazínu“ Protiproud. Ministerstvo vnitra registrovalo nové stanovy dne 23. ledna 2014. Téměř po celý rok 2014 strana nesla jméno NE Bruselu – Národní demokracie, a to z důvodu konání voleb do Evropského parlamentu. Od 22. prosince 2014 se znovu přejmenovala a dnes nese název Národní demokracie. Od roku 2025 je předsedou strany Jan Sedláček.

## Programová orientace
ND se vyslovuje pro silný národní stát a návrat k tradičním hodnotám. Navrhuje zavedení jazykového zákona a radikální omezení imigrace do České republiky (zahrnující např. i přezkoumání již udělených povolení k podnikatelské činnosti imigrantů v ČR). Svou zahraniční politiku chce koordinovat především s Polskem a Slovenskem.
Odmítá registrované partnerství homosexuálů, multikulturalismus, legalizaci tzv. měkkých drog, ale i eutanazii.[zdroj⁠?!]
V původních programových dokumentech se vyslovuje pro ekonomický nacionalismus, rovnou daň (15 %, s možností daňové asignace) a rozsáhlé zvýšení sociálních jistot (např. i vytvoření státního fondu pro zajištění důstojných životních podmínek osob a rodin, které se prokazatelně staly obětí podvodu). Velká podpora by měla směřovat také tzv. „tradičním rodinám“. V dokumentu Programové priority 2010 odmítá další zadlužování státu, vyslovuje se pro úspory a snížení daní. V novodobém Ekonomickém programu Národní demokracie volají po razantním snížení daní, podporují např. zrušení daně z příjmu pro zaměstnance a snížení firemních daní na 10 %.
Strana se dále vyznačuje snahou o zpřísnění trestů za korupci a kriminalitu (s návrhem na vyhlášení referenda o znovuobnovení trestu smrti). Objevuje se i snaha omezit „zbytečné a škodlivé“ svobody a lidská práva, alternativy a pluralitu ve prospěch akceschopnosti a autority (decizionismus). Strana se staví proti antidiskriminačnímu zákonu a podobným právním normám, které považuje za zatížené ultralevicovou ideologií a za zneužívání problematiky k omezování práv a svobod občanů.
ND původně odmítali mj. koncept Evropské unie. V roce 2010 usilovala jen o návrat k původní podobě ekonomického společenství. Naopak odmítala její byrokratizaci a „vizi Evropského superstátu.“
V roce 2010 podle smlouvy o spolupráci se Stranou svobodných občanů obě strany podporovaly prezidenta Václava Klause v „jeho snaze o svobodnější společnost a svrchovanost České republiky“.
Strana se zasazuje o zavedení zlatého standardu jako „jediného neinflačního systému“.

## Volby

### Evropský parlament
| Volby | Počet hlasů | %    | Počet mandátů |
| ----- | ----------- | ---- | ------------- |
| 2014  | 7 109       | 0,46 | 0             |
| 2019  | 18 715      | 0,78 | 0             |

### Poslanecká sněmovna
| Volby | Počet hlasů | %    | Počet mandátů |
| ----- | ----------- | ---- | ------------- |
| 2006  | 12 756      | 0,23 | 0             |
| 2010  | 38 894      | 0,74 | 0             |
| 2013  | 21 241      | 0,42 | 0             |
| 2017  | 36 528      | 0,72 | 0             |
| 2021  | 5 167       | 0,09 | 0             |

### Zastupitelstvo hlavního města Prahy
| Volby | Počet hlasů | %    | Počet mandátů |
| ----- | ----------- | ---- | ------------- |
| 2014  | 42 406      | 0,20 | 0             |
| 2018  | 58 262      | 0,23 | 0             |

#### Krajské volby
| Kraj                 | 2016 |
| -------------------- | ---- |
| Středočeský kraj     | 0,21 |
| Jihočeský kraj       | 0,15 |
| Plzeňský kraj        | 0,30 |
| Karlovarský kraj     | 0,25 |
| Liberecký kraj       | 0,11 |
| Ústecký kraj         | 0,21 |
| Královéhradecký kraj | 0,24 |
| Pardubický kraj      | 0,14 |
| Kraj Vysočina        | 0,08 |
| Jihomoravský kraj    | 0,10 |
| Olomoucký kraj       | 0,08 |
| Zlínský kraj         | 0,09 |
| Moravskoslezský kraj | 0,08 |
| Česká republika      | 0,15 |

#### Komunální volby
| Volby | Počet hlasů | %    | Počet mandátů |
| ----- | ----------- | ---- | ------------- |
| 2006  | 86 418      | 0,08 | 6             |
| 2010  | –           | –    | –             |
| 2014  | 2 166       | 0,00 | 1             |
| 2018  | 8 257       | 0,01 | 0             |

### Volby do zastupitelstev obcí v Česku 2006
Právo a Spravedlnost kandidovalo ve třinácti obcích a městech (v Brně kandidovalo Národní sjednocení samostatně). Hnutí získalo celkem 86 418 hlasů (0,08 %), což mu vyneslo 6 křesel v zastupitelstvech (0,01 %). Dva mandáty hnutí získalo v Lokti na Sokolovsku (i funkci místostarosty) a po jednom v Březové na Berounsku (největší procentuální úspěch: 23,11 %), Dolní Poustevně na Děčínsku, Přáslavicích na Olomoucku a v Hranicích v okrese Přerov (i funkce místostarosty). Za hnutí kandidovali zástupci různých nacionalistických organizací a politických stran.

### Volby do Poslanecké sněmovny Parlamentu České republiky 2006
PaS kandidovalo ve všech čtrnácti krajích. Hnutí získalo celkem 12 756 hlasů, což činí 0,23 %. Největšího úspěchu dosáhlo hnutí ve výše zmíněných obcích (kolem 3 %).

### Senátní a krajské volby 2008
V sobotu 10. května 2008 vybralo Právo a spravedlnost své 4 kandidáty pro nadcházející senátní volby a to ve volebních obvodech Děčín, Kladno, Pelhřimov a Praha 1. Nakonec postavilo kandidáty jen ve dvou obvodech. V krajských volbách kandidovalo hnutí jako součást Konzervativní koalice.

### Volby do Poslanecké sněmovny Parlamentu České republiky 2010
V těchto volbách PaS nepostavila svou kandidátku, ale na základně dohody se Stranou svobodných občanů byli její zástupci připsáni do kandidátních listin Svobodných.

### Volby do Evropského parlamentu v Česku 2014
Strana nasadila své kandidáty do květnových voleb do Evropského parlamentu. Předseda a volební lídr v jedné osobě Adam B. Bartoš k tomu na webových stránkách uvedl: „Jdeme tomuto židozednářskému konceptu sloužícímu k zotročení národů zasadit smrtelnou ránu“. Veřejnoprávní Česká televize počátkem května odmítla stranou původně dodaný předvolební spot, v němž strana hovořila o Evropské unii jako o zlu plodícím další zla, které v klipu symbolizoval had, vyzvala k zabití tohoto hada a doprovázela to obrázky s muslimskou, židovskou a zednářskou symbolikou, stejně jako obrázky policejního zákroku, bezpečnostních kamer, očkování dětí či teroristického útoku vůči Světovému obchodnímu centru. Had byl následně probodnut kopím rytíře, který držel v ruce štít s českým lvem. Předseda strany odmítnutí České televize vysílat předvolební klip označil za poškozování politické soutěže.

### Volby do Evropského parlamentu v Česku 2024
V červnu 2024 se strana účastnila voleb do Evropského parlamentu jako součást koaliční kandidátní listiny ALIANCE ZA NEZÁVISLOST ČR – proti přijetí eura!; jejímž lídrem byl Hynek Blaško. Kandidátní listina obdržela 14 910 hlasů (tj. 0,5 %), a nezískala tak žádný mandát.

### Volby do Senátu PČR 2024
Ve volbách do Senátu PČR v roce 2024 stranu reprezentoval kandidát v obvodu č. 14 – České Budějovice. V obvodu č. 32 – Teplice byla ND součástí koalice „DSSS, ANS, BEZ-UL, ND“.

## Činnost

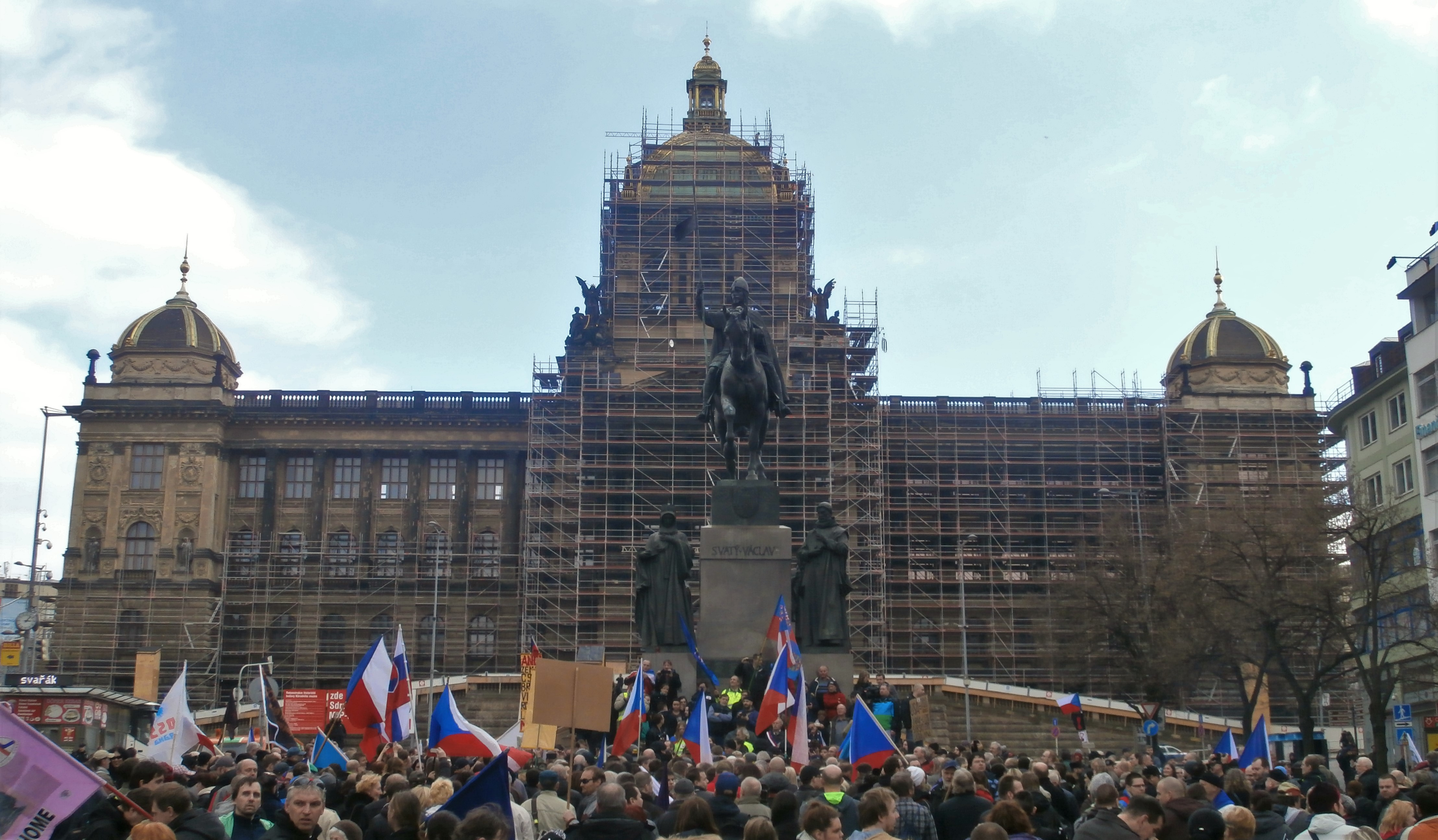
Demonstrace strany na Václavském náměstí v Praze

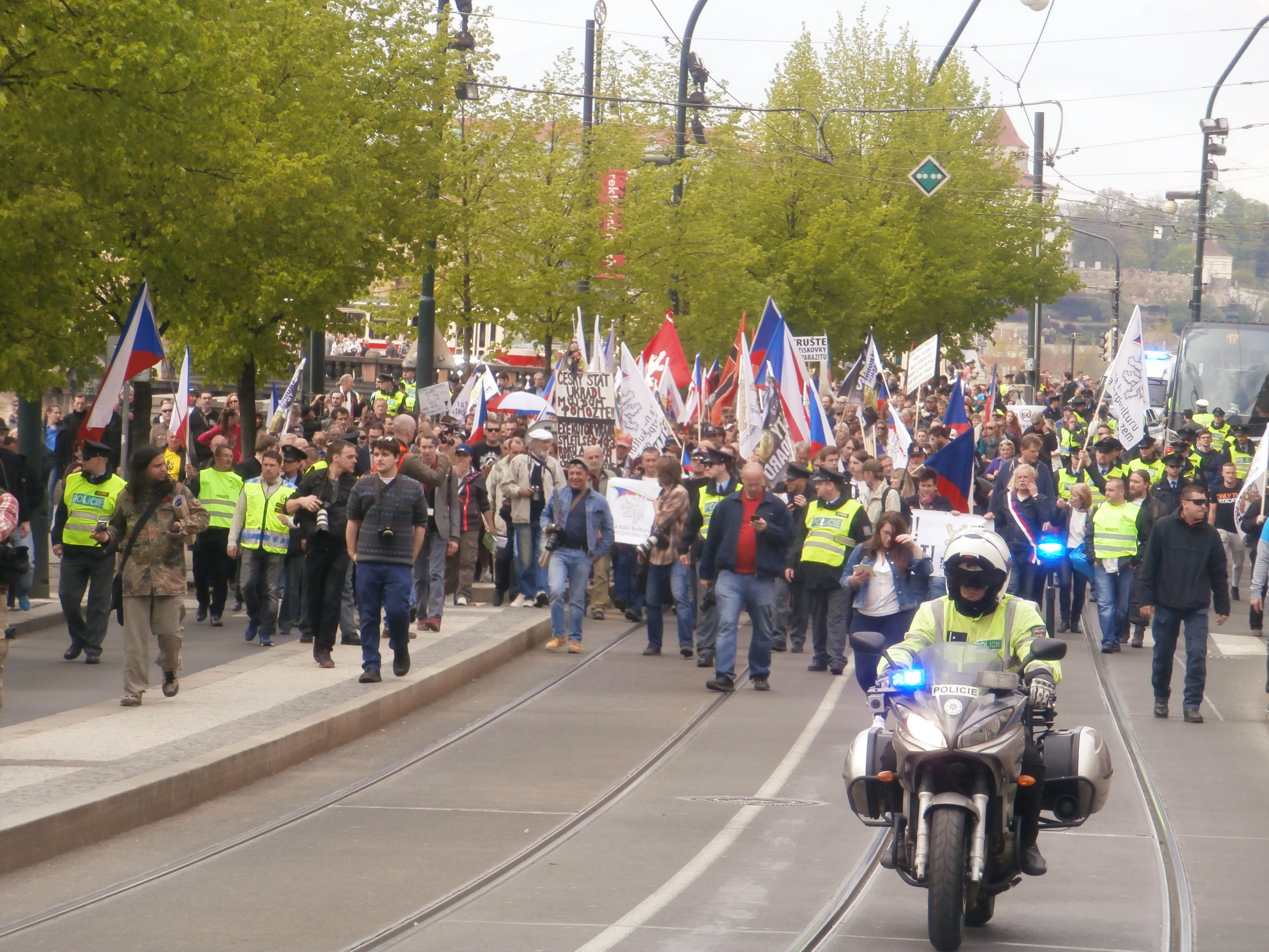
Pochod „proti vlastizrádcům“ Národní demokracie, 1. 5. 2016 v Praze

Strana v roce 2008 sdělila poslancům KDU-ČSL obavy z „kriminalizace homofobie“ křesťanských duchovních ve skandinávských zemích.
V březnu 2014 v souvislosti s ruskou anexí Krymu strana adresovala ruskému velvyslanectví dopis, ve kterém vyjádřila Vladimiru Putinovi a ruskému národu podporu „v úsilí o zajištění pořádku, bezpečnosti a stability na Ukrajině“. V dopise vedení strany označilo Rusko za baštu křesťanské víry a kultury. Již dříve se také postavilo za bývalého ukrajinského prezidenta Viktora Janukovyče. Vyjádřilo také nesouhlas s postupy Evropské unie a USA i s údajnou protiruskou mediální propagandou. Místopředseda strany Ladislav Zemánek v rozhovoru pro Hlas Ruska v březnu 2014 označil Českou republiku ve vystupování vůči Evropské unii a USA jako „užitečného idiota“. Ukrajinská vláda dle něj vzešla ze Západem podníceného puče, při kterém byl neoprávněně svržen legitimní prezident země Janukovyč.
Místopředseda strany Ladislav Zemánek se v listopadu 2014 jako volební pozorovatel zúčastnil nezákonných voleb na separatistickém východě Ukrajiny. Za to byl posléze ukrajinskou vládou označen za nežádoucí osobu.
Na jaře roku 2015 aktivisté strany v čele s předsedou Bartošem a místopředsedou Zemánkem, umístili na místě vraždy Anežky Hrůzové vývěsku poukazující jménem strany na „nutnost vyřešení židovské otázky, která nebyla dosud uspokojivě vyřešena“.
V červnu 2015 strana jménem svého předsedy A. B. Bartoše napsala výhrůžný dopis Czeslawu Walekovi, v němž ho nabádala, aby jím vedená organizace Prague Pride upustila od konání srpnového festivalu Prague Pride 2015.
Bartoš uvedl, že jeho strana koordinuje tvrdou protikampaň připravovanou spolu s dalšími názorově blízkými subjekty, která by dle něj mohla vést až tomu, že by tento ročník festivalu mohl být posledním. Podle serveru Echo24 by Bartošova rétorika mohla splňovat podstatu trestného činu podněcování k nenávisti vůči skupině osob nebo k omezování jejich práv a svobod.
Koncem dubna 2016 byl zadržen a následně obviněn předseda strany Adam B. Bartoš ze tří trestných činů proti lidskosti, za které by mu v případě odsouzení hrozily až tři roky vězení. Dne 1. května 2016 strana v Praze uspořádala demonstraci a pochod „proti vlastizrádcům“, kterého se zúčastnilo asi 500 osob.
Po krajských volbách v říjnu 2016, které skončily pro stranu naprostým krachem, se uskutečnil IV. mimořádný sněm strany, který ve funkci předsedy opět potvrdil Bartoše, ale jinak zcela obměnil vedení strany. Krátce po sněmu se však objevily hlasy přímo od dlouhodobých členů a zakladatelů ND pod vedením bývalého místopředsedy strany Luke Belsona, kteří zpochybnili věrohodnost volby a uvedli, že většina dalších delegátů,kteří byli účastni sněmu, byli bez udání důvodu zbaveni práva volit a být volen z toho důvodu, že se snažili prosazovat jako primární ideový cíl strany na podkladě národního konzervativismu a oproti tomu naopak odsoudit nacionální socialismus, který začal již od jara prosazovat právě Bartoš jako jediný primární volební cíl, kterým si chtěl získat hlasy od dřívějších voličů DSSS. Tito členové se právě z výše uvedených důvodů rozhodli, že takovou politiku podporovat nebudou, a iniciovali ze strany hromadný odchod.
V dubnu 2019 strana podepsala koordinační smlouvu spolupráce s Liberálně-demokratickou stranou Ruska.